# Châtonnaye
Châtonnaye (toponimo francese) è un comune svizzero di 825 abitanti del Canton Friburgo, nel distretto della Glâne.

## Monumenti e luoghi d'interesse

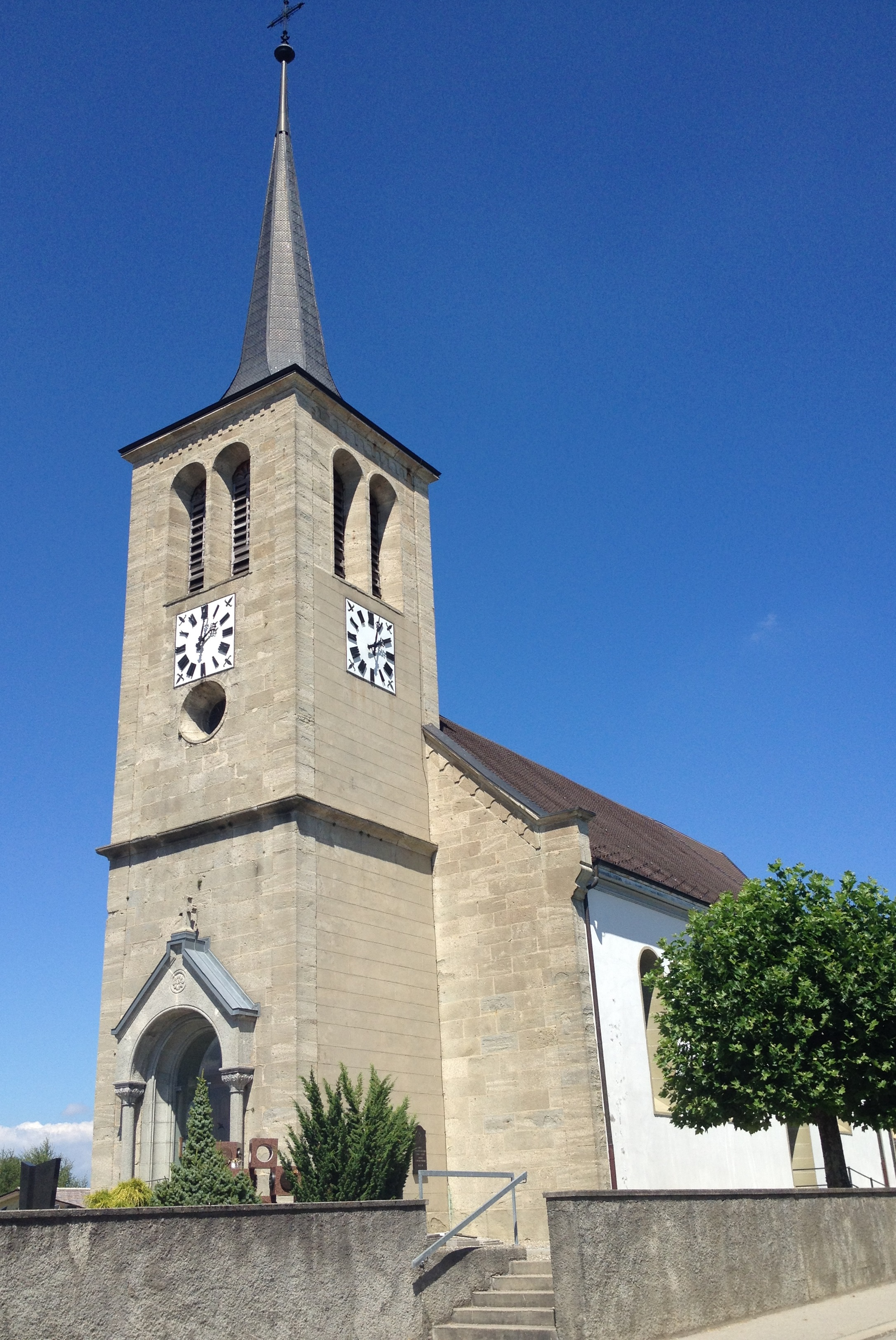
La chiesa cattolica di Sant'Anna

- Chiesa cattolica di Sant'Anna, eretta nel 1700 e ricostruita nel 1884[1].

## Società

### Evoluzione demografica
L'evoluzione demografica è riportata nella seguente tabella:
Abitanti censiti

## Amministrazione
Ogni famiglia originaria del luogo fa parte del comune patriziale che ha la responsabilità della manutenzione di ogni bene comune.